# You Wear It Well
You Wear It Well är en sång skriven av Rod Stewart och Martin Quittenton. Låten finns med på studioalbumet Never a Dull Moment. Låten påminner i uppbyggnad ganska mycket om Stewarts genombrottslåt som soloartist, "Maggie May". Liksom denna nådde den förstaplats på brittiska singellistan.

## Listplaceringar
| Lista (1972)   | Position               |
| -------------- | ---------------------- |
| Australien     | 7 (Go Set)             |
| Danmark        | 10 (DR "Top 10")       |
| Finland        | 23                     |
| Irland         | 2                      |
| Kanada         | 7 (RPM)                |
| Nya Zeeland    | 4 (NZ Listner)         |
| Storbritannien | 1 (UK Singles Chart)   |
| USA            | 13 (Billboard Hot 100) |
| Västtyskland   | 35                     |